# Titres de créances négociés en bourse
 (mars 2024).
Le contenu est difficilement compréhensible vu les erreurs de traduction, qui sont peut-être dues à l'utilisation d'un logiciel de traduction automatique.
Des titres de créances négociés en bourse (ou exchange-traded note', ETN en langue anglaise) sont des titres de créances émis par une banque ,. Comme d'autres titres de créances, les ETNs ont pour terme une date de maturité et ne sont repris que par le crédit de l'émetteur.
Les ETNs sont conçus pour fournir aux investisseurs un retour (sur investissement?) suivant certaines références de marché. Les retours de l'ETNs sont habituellement liés à la performance d'une référence ou stratégie de marché, à laquelle sont retranchés les frais d'investisseur, dits en:market-linked note. Lorsqu'un investisseur achète un ETN, la banque souscriptrice promet de payer le montant reflété par l'indice, auquel sont retranchés les frais à maturité. L'ETN a donc un risque supplémentaire comparé à un exchange-traded fund (ETF); si le crédit de la banque souscriptrice devient suspect, l’investissement peut perdre sa valeur de la même manière qu'une en:senior debt le ferait.
Le premier ETN mondial a été développé en mai 2000 en Israel par Haim Even-Zahav le CEO du Psagot-Ofek financial instruments (Leumi group) sous la marque TALI-25. Le but de l'émission de cet instrument a été de suivre l'indice TEL AVIV-25 qui représente les 25 sociétés leaders d’Israël.

## Structure
Les retours d'ETNs sont liés à la performance d'une référence ou stratégie de marché, à laquelle sont ôtés les frais de l'investisseur.
Comme décrit précédemment, les ETN sont des titres de créance. Lorsqu'ils arrivent à leur terme (à maturité), l'investisseur recevra un paiement lié à la performance de l'indice correspondant sur la période commençant à la date de la valeur achetée et se terminant au terme de maturité, à laquelle sont ôtés les frais d'investisseurs. Typiquement, les ETNs n'offrent pas de protection principal.
Les ETNs peuvent également être liquidés avant le terme de maturité en les échangeant en bourse ou en rachetant de grands blocs directement avec la banque émettrice. Le rachat est typiquement hebdomadaire et des frais de rachat peuvent s'appliquer, suivant les procédures décrites dans les prospectus concernés.
Les frais d'investisseur sont calculés cumulativement basé sur les frais annuel et la performance de l'indice sous-jacent et augmentent chaque jour sur la base du niveau de l'indice ou du taux d'échange de la monnaie ce jour-là. Parce que les frais d'investisseur réduisent le montant du retour au terme de la maturité ou au rachat, si la valeur du sous-jacent décroit ou n'augmente pas suffisamment, l'investisseur peut recevoir moins que le montant principal de l'investissement à maturité ou au rachat.
Puisque les ETNs sont des titres de créance non sécurisés, en:unsubordinated debts, leur risque est celui de bonds (obligations) de même priorité dans la structure capitalistique de la société. Souvent émises en off medium-term note, les ETNs seraient pari passu avec d'autres dettes émises au même niveau. Ainsi, les ETNs sont portés par le crédit de l’émetteur souscrivant. Comme d'autres titres de créance, les ETN ne donnent pas droit de vote. Au contraire d'autres titres de créances, aucun intérêt n'est payé au cours du terme de la plupart des ETNs.

## Avantages
Les points suivants peuvent éventuellement être avantageux:
- Efficacité fiscale
- Absence d'erreur de tracking
- Produit structuré liquide
- Accès aux nouveaux marchés et stratégies
- Effet de levier

## Inconvénients
Les points suivants peuvent éventuellement être désavantageux:
- Risque de crédit et absence de mesure du risque
- Illiquidité
- Spéculation profitable fiscalisée
- Dépendance aux notations de crédit
- Stratégie de trading non-profitable

## Europe
En Europe, les ETN permettent de faire ce qu'un OPCVM ne permet pas de faire.